# Festival de Yulin
 El Festival de Yulin (llamado también Festival del lichi y la carne de perro) es una celebración anual que los chinos celebran en Yulin, Guangxi, durante el solsticio de verano en el que los asistentes al festival comen carne de perro y lichis. El festival comenzó en 2009 y abarca unos diez días durante los cuales se informa que miles de perros son consumidos, algunos de manera extremadamente cruel ya que hay casos de perros quemados vivos con sopletes. El festival ha suscitado críticas tanto a nivel nacional como internacional.

## Antecedentes
El festival en Yulin comenzó solo en los años recientes.
Se celebra anualmente en Yulin durante el solsticio de verano en junio, comiendo carne de perro y lichis. Al principio, se informó que se habían consumido aproximadamente 10 000 perros por cada evento anual del festival.  Se estima que este número disminuyó a 1 000 en 2015. A lo largo de los 10 días de festividades, los perros desfilan en jaulas de madera y de metal y los participantes del festival los sacrifican y cocinan para su consumo.

## Preocupaciones de bienestar animal
Los organizadores del festival afirman que los perros son sacrificados humanamente y que "comer perro no es diferente de comer carne de cerdo o de res", aun así, los activistas de los derechos de los animales afirman que los perros son tratados cruelmente. Han surgido denuncias de que son torturados intencionalmente o hervidos vivos para mejorar el sabor de la carne, pero otros informes han declarado que desde 2015 ha habido poca evidencia de esas afirmaciones. Un testigo afirmó que algunos de los perros comidos parecían ser mascotas domésticas robadas, a juzgar por sus collares.

## Reacciones

### En China
En 2016, 1000 perros fueron rescatados del festival; la semana anterior, 34 animales (21 perros, ocho cachorros y cinco gatos y gatitos) fueron rescatados de una instalación de sacrificio en Yulin por Humane Society International . Otros 1000 perros fueron salvados por activistas chinos en 2017.
En 2017, más de 1300 perros fueron rescatados por activistas. Gracias a una denuncia, se paró a un camión que transportaba perros. La policía confirmó que la mayoría eran robados y no consintió su consumo, esto permitió a los voluntarios rescatarlos. Hasta un 40% de ellos portaban enfermedades infecciosas.
Millones de chinos en 2016 votaron a favor de una propuesta legislativa de Zhen Xiaohe, diputado del Congreso Nacional del Pueblo de China, para prohibir el comercio de carne de perro. Una petición en China en el mismo año con 11 millones de firmas obtenidas llamando a terminar el festival fue presentada a las oficinas gubernamentales de Yulin en Pekín. Los informes de 2014 y 2016 también han sugerido que la mayoría de los chinos, tanto participantes como no participantes, desaprueban el festival. Celebridades chinas como Fan Bingbing, Chen Kun, Sun Li y Yang Mi también han expresado públicamente su disgusto por el evento.

#### Medios estatales
En una declaración de 2014 lanzada a Xinhua, el gobierno local de Yulin negó cualquier participación oficial o respaldo del festival en sí, y describe el evento como una costumbre local observada por "un pequeño porcentaje" de los residentes de Yulin. Atribuyen la marca del evento a empresas locales y residentes.
Un editorial publicado por el Diario del Pueblo expresó la opinión de que, si bien los activistas entienden a los perros como "animales de compañía", ni el sistema legal chino ni el público chino actual los reconocen con este estatus especial. Si bien señala la "dualidad" de los perros como compañeros y productos alimenticios, el editorial insta a la moderación en el manejo del problema y llama a la comprensión mutua de los organizadores y activistas para llegar a un compromiso respetuoso.
Un editorial publicado por huanqiu.com escribió sobre la interferencia occidental con respecto a un evento local chino, y citó las corridas de toros como un ejemplo de crueldad animal a la que Occidente ha hecho la vista gorda. Además clasificó la controversia como parte de una campaña occidental contra China.

#### Campañas mediáticas
Las campañas han tenido un impacto en la difusión del conocimiento del festival en todo el mundo. Muchos activistas y figuras públicas recurren a X, Facebook e Instagram y han creado hashtags como #notodogmeat, #stopyulinforever, #stopyulin2015 y #stopyulin2016. Debido en parte a las campañas en las redes sociales dentro y fuera de China, el número de perros sacrificados ha disminuido constantemente desde 2013 a 1000 en 2016.

#### Noticias
En medio de informes sobre enfrentamientos entre defensores de animales chinos y comerciantes de carne de perro, The New York Times entrevistó al profesor Peter J. Li de la Universidad de Houston-Downtown sobre sus opiniones sobre las denuncias de los comerciantes de carne de perro de que los activistas locales habían introducido una ideología occidental dañina en China. Li respondió que la oposición a comer carne de perro en el festival comenzó con los chinos, ya que "el vínculo entre los animales de compañía y los humanos no es occidental. Es un fenómeno transcultural".
El director de Protección Animal y Respuesta a Crisis para Humane Society International explicó en un artículo en CNN las razones de su oposición al festival y pidió al gobierno de Yulin que cancele el festival.
Un artículo publicado en 2016 por la BBC señaló que el festival de carne de perro comenzó en China en medio de críticas generalizadas, diciendo: "Los activistas dicen que el evento es cruel, y este año una petición para prohibirlo recolectó 11 millones de firmas".
Un artículo publicado en The Guardian por Jill Robinson dice que el comercio de carne de perro está "impregnado de ilegalidad" y la razón por la cual los perros son especiales y merecen un trato amable es porque "son amigos y ayudantes de la humanidad". Otro artículo de Julian Baggini que se publicó en el mismo medio de comunicación dijo que lo que debería ser más espantoso sobre el festival "no es qué animal en particular está siendo sacrificado, sino que muchos animales en Occidente son tratados casi o tan cruelmente" y que "los veganos son el único grupo que puede oponerse al festival sin temor a la hipocresía".
Un artículo en The Independent alentó las protestas contra el festival, pero también comparó el festival con los 1,9 millones de animales "brutalmente sacrificados" en el Reino Unido cada mes y señaló que "la distinción occidental entre perros y animales de granja es completamente arbitraria". Un artículo en The Diamondback cuestionó aún más si la gran cantidad de críticas hacia el festival se debió realmente a los derechos de los animales en lugar del relativismo cultural, argumentando que los pollos que se "ahogaban vivos en tanques de escaldadura" o que se dejaban "congelados hasta morir en camiones de matadero" eran una práctica igualmente cruel en los Estados Unidos que había atraído menos atención.

#### Social
La indignación en las redes sociales durante el festival de 2014 no tuvo precedentes. La organización benéfica británica NoToDogMeat comenzó una campaña global con el hashtag #StopYulin. 
En junio de 2015, se inició una petición en línea contra el festival en el Reino Unido, reuniendo más de 4 millones de firmas. En 2016, Humane Society International organizó una petición en oposición al festival de comer perros que fue firmada por 11 millones de personas en todo el mundo.

#### Política
El representante de los Estados Unidos Alcee Hastings, presentó, junto con 27 copatrocinadores originales, una resolución bipartidista (Resolución de la Cámara 752) en 2016 que condenó el festival anual en Yulin y exhortó al gobierno chino a prohibir el comercio de carne de perro. La resolución fue apoyada por la Sociedad Protectora de Animales de los Estados Unidos, el Fondo Legislativo de la Sociedad Protectora de Animales y la Sociedad Internacional de Protección Humanitaria. En 2017, Hastings reintrodujo, junto con 49 copatrocinadores originales, su resolución bipartidista de 2016 a través de la Resolución de la Cámara 30.
El festival también ha sido condenado en una moción de Early Day firmada por Jeremy Corbyn, líder del Partido Laborista del Reino Unido.

#### Público
Celebridades como Lisa Vanderpump, Ricky Gervais, George Lopez, Ian Somerhalder, Leona Lewis, Lori Alan, Tom Kenny y Rob Zombie han expresado públicamente su disgusto por el festival.
En octubre de 2015, una marcha de protesta organizada por las personalidades de televisión Lisa Vanderpump y Sharon Osbourne tuvo lugar desde MacArthur Park hasta el Consulado General de China en Los Ángeles.